# 畜牧學
畜牧学是研究家畜的饲养、管理、繁育以及其制品利用的科学，是畜牧业的基础学科。家畜是指人工饲养的动物，在古代的中国家畜主要指"六畜"（马、牛、羊、鸡、犬、猪），目前人工饲养的范围在不断扩大，许多有经济价值的野生动物也开始有人工饲养，如野猪、雉、果子狸、狐狸、貂等，畜牧学研究范围广义的还包括饲养蜜蜂、蚕和观赏动物（鸟类等）。